# Shorty Awards
 (décembre 2023).
Si vous disposez d'ouvrages ou d'articles de référence ou si vous connaissez des sites web de qualité traitant du thème abordé ici, merci de compléter l'article en donnant les références utiles à sa vérifiabilité et en les liant à la section « Notes et références ».
Les Shorty Awards sont une cérémonie ayant pour but de récompenser le meilleur des réseaux sociaux.